# IC 4319
IC 4319 est une galaxie spirale située dans la constellation de l'Hydre. Sa vitesse par rapport au fond diffus cosmologique est de 4 928 ± 22 km/s, ce qui correspond à une distance de Hubble de 72,7 ± 5,1 Mpc (∼237 millions d'al). Elle a été découverte par l'astronome américain Royal Harwood Frost en 1904.
La classe de luminosité d'IC 4319 est II-III et elle présente une large raie HI.
À ce jour, près sept mesures non basées sur le décalage vers le rouge (redshift) donnent une distance de 62,086 ± 5,523 Mpc (∼202 millions d'al), ce qui est tout juste à l'intérieur des valeurs de la distance de Hubble. Notons que c'est avec la valeur moyenne des mesures indépendantes, lorsqu'elles existent, que la base de données NASA/IPAC calcule le diamètre d'une galaxie et qu'en conséquence le diamètre d'IC 4319 pourrait être d'environ 44,4 kpc (∼145 000 al) si on utilisait la distance de Hubble pour le calculer. 

## Groupe d'IC 4329
Selon A.M. Garcia, la galaxie IC 4319 fait partie d'un groupe de galaxies qui compte au moins 24 membres, le groupe d'IC 4329. Parmi ces galaxies, se trouve NGC 5291, NGC 5292, NGC 5298, NGC 5328, NGC 5357, IC 4326, IC 4328, IC 4329, IC 4329A (PGC 49051), treize galaxies du catalogue ESO et trois galaxies du catalogue PGC. PGC 48894 ne fait pas partie de la liste de Garcia. Il faut donc l'ajouter à ce groupe, car elle forme une paire de galaxies avec NGC 5291.